# Jean Joseph Bott
Jean Joseph Bott (* 9. März 1826 in Kassel; † 28. April 1895 in New York) war ein deutscher Geiger und Komponist.

## Leben
Bott war der Sohn des Kasseler Hofmusikers Anton Bott, der ihm auch die erste musikalische Ausbildung erteilte. Im Alter von neun Jahren unternahm er mit seinem Vater eine erste Tournee durch die Niederlande. Nachdem er 1841 ein Mozart-Stipendium erhalten hatte, begann er in Kassel ein Studium bei Louis Spohr (Violine) und Moritz Hauptmann (Theorie und Komposition). Nach zwei Studienjahren trat er in die Kasseler Hofkapelle ein, wo er mit 17 Jahren Konzertmeister wurde.
1846 unternahm er eine Tournee durch Deutschland. Er spielte vor Wilhelm I. und wurde von Franz Liszt und Giacomo Meyerbeer begleitet. 1852 wurde er in Kassel zweiter Kapellmeister – neben Spohr.
1857 wurde er Hofkapellmeister der Hofkapelle in Meiningen und nahm 1865 eine gleiche Position in Hannover als Nachfolger von Joseph Joachim an. 1878 pensioniert, ging er nach Magdeburg und 1880 nach Braunschweig, wo er eine Enzyklopädie über Musiker und Musik zusammenstellte. 1883 gab er Konzerte in Hamburg.
Seine Cousine Katharina Luise Bott (* 1824 in Darmstadt; † 1894 in Kassel) war eine bekannte Pianistin, die in London und in Paris konzertierte. In Kassel trat er 1840 gemeinsam mit ihr auf.
Als er Kapellmeister in Meiningen war, heiratete er im September 1861 die Tochter Mathilde des dortigen Herzoglichen Sächsischen Landbaumeisters Heinrich Blomeyer. Mathilde war die Schwester von Carl Blomeyer.
1885 übersiedelte er nach New York. Seine Stradivari von 1725 wurde ihm am 31. März 1894 gestohlen, was ihn in Trauer stürzte. Ein Jahr nach diesem Verlust starb er in New York. Nach seinem Tod wurde eine Geige im Laden von Victor S. Fletcher am Union Square 23 gefunden, bei der es sich nach Aussagen seiner Witwe Mathilde um die gestohlene Geige handelte.

## Werke
Als Komponist trat Bott insbesondere mit zwei Opern hervor. Die Opern-Dichtung in vier Akten Das Mädchen von Korinth (Libretto von Julius Rodenberg) wurde 1862 am Königlichen Opernhaus in Berlin aufgeführt. Daneben veröffentlichte er Violinkonzerte, Lieder und eine Sinfonie.